# Diane Pernet
Diane Pernet (Washington, D.C., Estados Unidos) es una bloguera y crítica de moda americana radicada en París. Es también la fundadora de ASVOFF (A Shaded View on Fahion Film).

## Biografía
Pernet fue diseñadora de moda y diseñadora de vestuario para cine en Nueva York en los ochenta, trabajó como la editora de moda femenina para la revista Joyce, y como editora de moda para Elle.com y Vogue.fr. Es la creadora  del blog A Shaded View Of Fashion (ASVOF) y es fundadora y directora del festival de cine de moda A Shaded View Of Fashion Film (ASVOFF).
Pernet curó CIneOpera, una serie de películas del director/compositor Michael Nyman en Corso Como en 2010, una exposición de arte y moda y un programa de cine ASVOFF en la Feria de Arte de Nueva York SCOPE, también curó NOOVO un festival de moda y fotografía en Santiago de Compostela en 2007. 
El 30 de marzo de 2008 fue invitada por el Museo Metropolitano de Nueva York para ser su panelista en blog de moda y fue reconocida como una de las tres blogueras de moda más influyentes.
Pernet se tituló en cine documental en la Universidad de Temple y ha estado haciendo haciendo películas lo-fi por años. También ha trabajado como diseñadora de vestuario para el director Amos Gitai entre otros.
Tras ser diseñadora de su propia marca durante trece años se mudó a París donde ha radicado por dos décadas para empezar a trabajar reportando moda.[¿cuándo?] Su primer trabajo en París fue como vestuarista para Amos Gitai en 1992 en la película Golem l'Esprit d'Exilio. 
Trabajó para el programa Fashion Files de la CCB lo cual la llevó a ser la editora de moda femenina en la revista Joyce durante cinco años. En Elle.com fue "Dr. Diane" y daba consejos de estilo y en Vogue.fr  trabajaba presentando pasarelas.
En septiembre del 2006, Mark Eley de Eley Kishimoto la comisionó hacer una película de carretera por el lanzamiento de la sección masculina de la marca y también a hacer un documental donde testiomoniara todo el viaje desde Londres hasta Montecarlo.
Su película fue lo que impulsó el primer festival de moda de Diane “You Wear It Well” (te sienta bien) el cual curó junto con su corresponsal en Los Ángeles y fue estrenado ahí mismo en CineSpace en 2006. En 2008 fundó y curó A Shaded View On Fashion Film (ASVOFF) un evento itinerante internacional que se basa en una competencia de cortometrajes de moda, estilo y belleza.
Para su lanzamiento en París, ASVOFF se convirtió en un festival que sirve de escaparate para largometrajes, documentales, conferencias, performances e instalaciones
Pernet fue reconocida en 2008 por su espíritu pionero en medios digitales cuando fue escogida como una de las tres blogueras más influyentes a nivel global en formar parte de un panel celebrando una importante exhibición de moda en el Museo Metropolitano de Arte de Nueva York.
También fue buscadora de talentos para el festival de Hyères de 2002 a 2011; fue la coeditora en jefe de Zoo Magazine (Alemania) de 2007 a 2012, en abril de 2012 editó un ejemplar de Ninja una revista de arte, moda y fotografía que se imprime en inglés y español. Pernet también cubre moda para la revista MFF Magazine desde 2011. Ha hecho apariciones especiales en las películas Prét a Porter de Robert Altman, La Novena Puerta de Roman Polanski, The Smell Of Us de Larry Clark y Zoolander 2 de Ben Stiller.

## Vida personal
A los 28 conoció a Norman, su primer marido, en el dentista quien murió en un accidente automovilístico tres años más tarde. Después de su muerte, Diane se ha casado en otras tres ocasiones.

## Premios
En el 2012 Pernet recibió la medalla FAD de la FAD, la institución cultural situada en Barcelona que se dedica a la promoción de diseño y creatividad.
En abril de 2013 recibió el Felicidad Duce Fashion Award en su décima tercera edición por su extraordinaria carrera como editora de moda, por su visión al escribir sobre moda en internet y por convertirse en una bloguera líder. También por ser la madrina del talento emergente en moda y también por su sensibilidad para el género de cine que combina arte, cine y fotografía de moda. La Escuela Superior de Diseño Felicidad Duce Barcelona creó este premio en un honor a su fundadora Felicidad Duce, la ceremonia de premiación se llevó a cabo en abril de 2013.
En septiembre de 2014 fue premiada por el presidente y Junta ejecutiva de la Asian Couture Federation con el Premio de Excelencia por su sobresaliente contribución al periodismo de moda en Perth Australia.
El 8 de mayo de 2015 fue invitada por la escuela del Instituto de Arte de Chicago para ser su Leyenda de Moda Homenajeada del 2015 por su carrera como crítica, cineasta e ícono de estilo.
En 2013 y 2014 fue aceptada por el BOF 500, y en septiembre de 2015 fue aceptada en el Salón de la Fama del BOF500, considerado el honor más grande a aquellos que han demostrado mantener un constante logro durante el curso de sus carreras.
En 2016 fue la presidenta de los Forward Fashion Tech Awards de Showroom Prive.
En febrero de 2017 fue reconocida como ícono de Estilo Femenino por Fashion Net
En 2017 fue una nominadora para los premios Beazley de Diseño; su nominado fue Aitor Throup.

## A Shaded View On Fashion
A Shaded View On Fashion (ASVOF) Es el blog de cultura y arte de Diane Pernet, creó ashadedviewoffashion en 2005 “para inspirar y ser inspirada por la creación de nuestros tiempos y proponer opciones”. El blog de ASVOF combina fotos, dibujos, cortometrajes, textos y entrevistas desde una visión interna de la moda. Se refiere a los lectores del blog como “Shaded Viewers”. 